# Vinho rosé

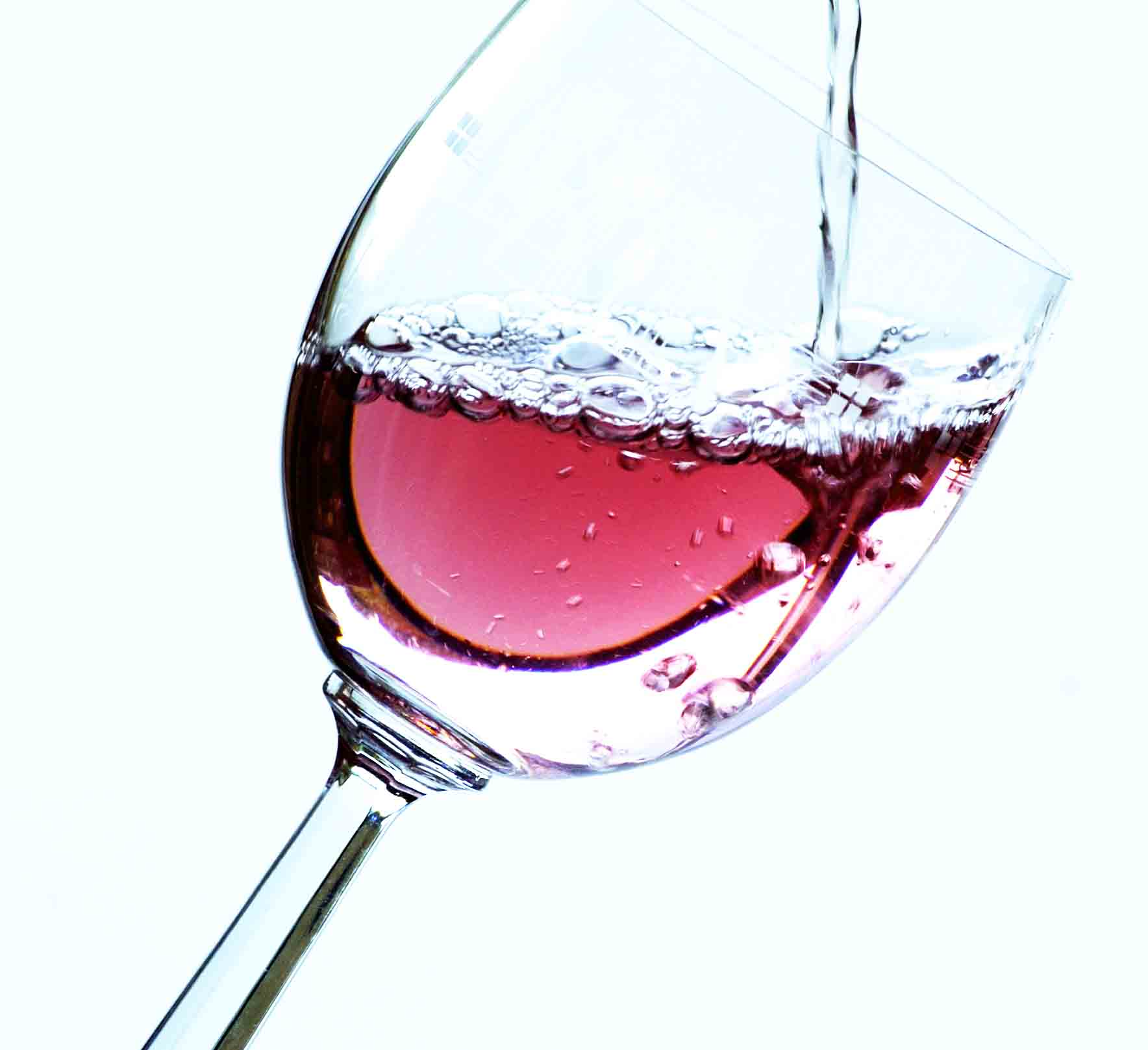
Taça sendo enchida com vinho rosé

O vinho rosé ou rosado é um tipo de vinho que apresenta coloração rosada, intermediária entre os tintos e os brancos. Esta cor pode variar de um laranja pálido a um púrpura vívido, dependendo das uvas utilizadas e técnicas de fermentação. O rosé é resultante da fermentação do suco ou mosto extraído de uvas pretas ou tintas na qual há um curto contato das cascas com o mosto, com a finalidade de se atribuir um leve toque rosado de cor e sabor levemente tânico à bebida. 

## Popularidade
Os vinhos rosés não são muito populares no Brasil e na América Latina, os de excelente qualidade chegando a ser até uma raridade no mercado. Em alguns países da Europa, contudo, sobretudo nos que são banhados pelo Mar Mediterrâneo, como Espanha, França, Itália e Portugal, os vinhos rosés são produzidos, bastante apreciados e largamente consumidos, principalmente no verão.